# Variante delta del SARS-CoV-2
La variante delta del SARS-CoV-2 o B.1.617, también conocida como VUI (Variant Under Investigation)-21APR-01, corresponde a una variante del SARS-CoV-2, el virus que causa el COVID-19. Fue inicialmente identificada en el estado de Maharashtra en India, el 5 de octubre del 2020 de acuerdo al profesor Sharon Peacock, y es una variante con doble mutación. Esto último se refiere a que existen dos mutaciones a nivel de la glicoproteína de la espícula viral (spike): E484Q y L452R.
Entre las características que han sido descritas en la literatura científica y por instituciones biomédicas se encuentra su mayor virulencia en pacientes sin vacunar respecto al resto de variantes.
Aunque una gran cantidad de ensayos clínicos aún se hallan en desarrollo, existen indicios de que las vacunas convencionales aportan una protección eficaz ante la COVID-19 causada por la variante delta. Según un estudio publicado por Public Health England en la revista científica New England Journal of Medicine, dos dosis de las vacunas de Pfizer o AstraZeneca garantizan un grado de protección del 88% y 67% respectivamente ante los síntomas de la enfermedad causada por la variante. Por otra parte, la eficacia de la vacuna de Johnson & Johnson contra posibles hospitalizaciones para esta variante mostró una efectividad de un 71% según un análisis preliminar realizado en Sudáfrica a principios de agosto de 2021. Del mismo modo que las anteriores, varios estudios preliminares confirman que la vacuna de Moderna también es efectiva ante dicha variante.
El 11 de mayo de 2021 la Organización Mundial de la Salud (OMS) la incluyó dentro de su lista de variantes preocupantes.

## Mutaciones
B.1.617 tiene al menos 15 mutaciones, con dos mutaciones específicas en la proteína de pico que lo definen:
- E484Q. La mutación en la posición 484, un ácido glutámico-a- sustitución de glutamina, confiere la variante mayor potencial de unión a ACE2-R (el receptor humano ACE2), así como una mejor capacidad para evadir el sistema inmunológico de los huéspedes, a B.1.617 en comparación con otras variantes.[16]
- L452R. La mutación en la posición 452, una sustitución de leucina-a-arginina, confiere una mayor afinidad de la proteína de pico para el receptor ACE2 y una menor capacidad de reconocimiento del sistema inmune.[16][17]

Cada una de estas dos mutaciones tomadas por separado no es exclusiva de esta variante, pero la aparición de ambas en la misma variante es única para ella.

## Síntomas
Los síntomas más comunes pueden haber cambiado de los síntomas más comunes previamente asociados con el COVID-19 estándar.  Las personas infectadas pueden confundir los síntomas con un fuerte resfriado y no darse cuenta de que necesitan aislarse.  Los síntomas comunes informados han sido dolores de cabeza, dolor de garganta, secreción nasal o fiebre.
En el Reino Unido, donde la variante Delta representa el 91 % de los casos nuevos, un estudio encontró que la mayoría de los síntomas informados fueron dolor de cabeza, dolor de garganta y secreción nasal.

## Prevención
La OMS no proporcionó recomendaciones específicas para la variante delta que no hubiese ya descrito para el resto de variantes de la COVID-19, y recordó el resto de medidas que se han mostrado eficaces a la hora de prevenir el virus —higiene de manos, utilización de una mascarilla para cubrir nariz y boca, evitar las aglomeraciones, distancia prudente entre personas, ventilación en espacios cerrados y recibir una vacuna si esta está disponible— resultan igualmente eficaces a la hora de prevenir la enfermedad causada por esta cepa.
Respecto a estas últimas, se han publicado datos que indican que las vacunas convencionales podrían ser efectivas a la hora de evitar la enfermedad grave y la hospitalización. Estudios internos de la Universidad de Texas en conjunto con Pfizer y BioNTech publicados en Nature a principios de 2021 aseguraron que los anticuerpos generados por la vacuna son capaces de controlar todas las variantes analizadas, incluida la delta, aunque con menor efectividad. Un análisis preliminar realizado por Public Health England y publicado en junio de 2021 indicaba que las vacunas de Pfizer-BioNTech y Astra-Zeneca son eficaces en más de un 90% a la hora de prevenir la enfermedad causada por la variante. Posteriormente, otro estudio publicado en la revista científica New England Journal of Medicine afirmó que dos dosis de la vacuna de Pfizer-BioNTech proporcionan un 88% de protección ante la enfermedad sintomática producida por la variante delta, mientras que el mismo número de dosis de la vacuna de AstraZeneca proporcionan un 67% ante esta. Un estudio preliminar realizado en la Universidad de Ontario proporcionó indicios de que una dosis de la vacuna de Moderna para la COVID-19 podría poseer hasta un 72% de eficacia en la prevención de la enfermedad por la variante.

## Sublinajes
En abril del 2021 se encontraron otras dos variantes, B.1.617.2 (VUI-21APR-02) y B.1.617.3 (VUI-21APR-03), derivadas de la original B.1.617.

Mientras que la B.1.617.3 comparte las mutaciones L452R y E484Q encontradas en B.1.617.1, la B.1.617.2 carece de la mutación E484Q. Esta última variante posee la mutación T478K, a diferencia de las otras dos.

El 7 de mayo del 2021, B.1.617.2 fue reclasificada como variante preocupante según la organización de Salud Pública de Inglaterra, debido a la evidencia de que resulta al menos tan transmisible que la variante alfa (B.1.1.7).
A junio del 2021 se conocían los siguientes linajes de B.1.617 de SARS-COV-2:
- B.1.617.1 (Kappa),
- B.1.617.2 (Delta),
- B.1.617.3, la primera en ser descubierta.[30][31]

## Impacto clínico
Para julio del 2021, la variante Delta predominaba en Rusia y Reino Unido, mientras que en países como España y Portugal la prevalencia aumentaba a expensas de las otras variantes.
Para noviembre del 2021, la variante Delta disminuía su positividad en el mundo donde aun se esparcía con mayor positividad es en países como Fiyi , Kosovo , Nepal , Burundi y Mónaco.[cita requerida]

## Estadísticas
| Territorios                          | Pruebas Positivas Secuenciadas | Casos confirmados |
| ------------------------------------ | ------------------------------ | ----------------- |
| Estados Unidos                       | 1 456 172                      | 732 518           |
| Reino Unido                          | 1 084 054                      | 649 812           |
| Alemania                             | 234 205                        | 93 810            |
| Japón                                | 158 359                        | 68 191            |
| Dinamarca                            | 184 900                        | 66 290            |
| Francia                              | 117 524                        | 57 452            |
| Canadá                               | 169 070                        | 56 125            |
| Suiza                                | 76 963                         | 30 689            |
| Suecia                               | 113 447                        | 29 485            |
| España                               | 72 299                         | 24 748            |
| Turquía                              | 67 311                         | 47 275            |
| Países Bajos                         | 66 640                         | 22 685            |
| Italia                               | 65 557                         | 24 827            |
| India                                | 65 455                         | 37 675            |
| Brasil                               | 64 398                         | 13 314            |
| Bélgica                              | 60 760                         | 27 807            |
| Australia                            | 38 020                         | 18 431            |
| Irlanda                              | 37 121                         | 17 353            |
| México                               | 33 404                         | 14 133            |
| Eslovenia                            | 31 486                         | 11 472            |
| Noruega                              | 30 019                         | 10 225            |
| Polonia                              | 25 017                         | 7 244             |
| Sudáfrica                            | 21 164                         | 9 523             |
| Lituania                             | 21 087                         | 7 583             |
| Portugal                             | 19 465                         | 9 983             |
| Israel                               | 19 463                         | 7 504             |
| Luxemburgo                           | 15 604                         | 4 072             |
| Chile                                | 12 738                         | 3 447             |
| Filipinas                            | 12 662                         | 3 222             |
| Corea del Sur                        | 12 295                         | 5 327             |
| República Checa                      | 11 505                         | 5 616             |
| Austria                              | 11 349                         | 5 044             |
| Grecia                               | 12 424                         | 4 089             |
| Eslovaquia                           | 9 662                          | 4 736             |
| Islandia                             | 9 581                          | 3 768             |
| Perú                                 | 9 194                          | 1 636             |
| Singapur                             | 8 965                          | 6 569             |
| Rusia                                | 8 814                          | 3 880             |
| Croacia                              | 8 739                          | 3 116             |
| Indonesia                            | 8 370                          | 4 593             |
| Colombia                             | 6 616                          | 621               |
| Estonia                              | 6 558                          | 2 063             |
| Bulgaria                             | 5 966                          | 2 561             |
| Argentina                            | 5 728                          | 353               |
| Tailandia                            | 5 643                          | 2 619             |
| Letonia                              | 5 595                          | 74                |
| Hong Kong                            | 4 584                          | 384               |
| Rumania                              | 4 558                          | 3 280             |
| Malasia                              | 4 300                          | 2 543             |
| Kenia                                | 3 555                          | 1 044             |
| Reunión                              | 3 497                          | 729               |
| Puerto Rico                          | 3 331                          | 1 356             |
| Catar                                | 3 207                          | 544               |
| Bangladés                            | 2 888                          | 1 147             |
| Aruba                                | 2 797                          | 1 555             |
| Nigeria                              | 2 740                          | 1 457             |
| Nueva Zelanda                        | 2 679                          | 1 604             |
| Emiratos Árabes Unidos               | 2 621                          | 22                |
| Ecuador                              | 2 283                          | 233               |
| Sri Lanka                            | 1 949                          | 830               |
| San Martín                           | 1 664                          | 1 147             |
| Gibraltar                            | 1 647                          | 849               |
| Baréin                               | 1 617                          | 1 366             |
| Ghana                                | 1 599                          | 490               |
| Botsuana                             | 1 469                          | 941               |
| Costa Rica                           | 1 365                          | 378               |
| Camboya                              | 1 329                          | 461               |
| Pakistán                             | 1 315                          | 602               |
| Panamá                               | 1,250                          | 1                 |
| Arabia Saudita                       | 1 096                          | 0                 |
| Egipto                               | 1 029                          | 27                |
| Líbano                               | 1 006                          | 80                |
| China                                | 982                            | 99                |
| Angola                               | 945                            | 50                |
| Zambia                               | 882                            | 326               |
| Jordania                             | 864                            | 130               |
| Guayana Francesa                     | 855                            | 222               |
| Kosovo                               | 829                            | 776               |
| Curazao                              | 821                            | 367               |
| Surinam                              | 803                            | 150               |
| Vietnam                              | 796                            | 629               |
| Guatemala                            | 777                            | 200               |
| Papúa Nueva Guinea                   | 737                            | 177               |
| Uruguay                              | 737                            | 0                 |
| Mayotte                              | 732                            | 23                |
| Madagascar                           | 722                            | 0                 |
| Uganda                               | 709                            | 244               |
| Macedonia del Norte                  | 699                            | 38                |
| Ruanda                               | 688                            | 283               |
| Gambia                               | 674                            | 169               |
| República Democrática del Congo      | 648                            | 53                |
| Mozambique                           | 646                            | 130               |
| Zimbabue                             | 625                            | 96                |
| Omán                                 | 609                            | 159               |
| Trinidad y Tobago                    | 607                            | 3                 |
| Senegal                              | 575                            | 75                |
| Malaui                               | 571                            | 191               |
| Martinica                            | 669                            | 327               |
| Bonaire                              | 524                            | 309               |
| Fiyi                                 | 524                            | 507               |
| Guadalupe                            | 518                            | 297               |
| Kazajistán                           | 474                            | 167               |
| Marruecos                            | 455                            | 89                |
| Hungría                              | 435                            | 0                 |
| Islas Vírgenes de los Estados Unidos | 428                            | 248               |
| Burkina Faso                         | 405                            | 21                |
| Paraguay                             | 385                            | 100               |
| República Dominicana                 | 359                            | 16                |
| Camerún                              | 357                            | 282               |
| Maldivas                             | 357                            | 320               |
| Timor Oriental                       | 346                            | 33                |
| Namibia                              | 343                            | 110               |
| Togo                                 | 343                            | 130               |
| Ucrania                              | 342                            | 53                |
| Georgia                              | 338                            | 157               |
| Irán                                 | 335                            | 16                |
| Serbia                               | 327                            | 33                |
| Bosnia y Herzegovina                 | 314                            | 156               |
| Yibuti                               | 306                            | 0                 |
| República del Congo                  | 280                            | 59                |
| Mauricio                             | 279                            | 22                |
| Etiopía                              | 276                            | 195               |
| Kuwait                               | 270                            | 196               |
| Benín                                | 264                            | 47                |
| Nepal                                | 263                            | 238               |
| Montenegro                           | 260                            | 178               |
| Seychelles                           | 259                            | 407               |
| Belice                               | 259                            | 61                |
| República de China                   | 258                            | 14                |
| Guinea                               | 257                            | 3                 |
| Malta                                | 251                            | 63                |
| El Salvador                          | 243                            | 2                 |
| Costa de Marfil                      | 236                            | 0                 |
| Jamaica                              | 231                            | 10                |
| Guinea Ecuatorial                    | 202                            | 14                |
| Guam                                 | 196                            | 14                |
| Gabón                                | 171                            | 26                |
| Irak                                 | 156                            | 3                 |
| Islas Marianas del Norte             | 152                            | 19                |
| Bolivia                              | 151                            | 0                 |
| Armenia                              | 134                            | 50                |
| Chipre                               | 134                            | 5                 |
| Bahamas                              | 133                            | 38                |
| Palestina                            | 131                            | 0                 |
| Túnez                                | 123                            | 1                 |
| Suazilandia                          | 117                            | 80                |
| Honduras                             | 116                            | 2                 |
| Liechtenstein                        | 113                            | 40                |
| Mongolia                             | 107                            | 1                 |
| Sudán                                | 97                             | 0                 |
| Haití                                | 95                             | 1                 |
| Afganistán                           | 94                             | 19                |
| Birmania                             | 105                            | 33                |
| Sudán del Sur                        | 88                             | 28                |
| Islas Caimán                         | 85                             | 25                |
| Barbados                             | 78                             | 23                |
| Mónaco                               | 78                             | 70                |
| Liberia                              | 77                             | 56                |
| Uzbekistán                           | 74                             | 50                |
| Mali                                 | 72                             | 2                 |
| Antigua y Barbuda                    | 98                             | 67                |
| Moldavia                             | 125                            | 69                |
| Venezuela                            | 67                             | 1                 |
| Burundi                              | 63                             | 57                |
| Argelia                              | 61                             | 25                |
| Guyana                               | 60                             | 45                |
| Sierra Leona                         | 57                             | 22                |
| República Centroafricana             | 78                             | 18                |
| Guinea-Bisáu                         | 118                            | 62                |
| Bielorrusia                          | 48                             | 1                 |
| Albania                              | 42                             | 11                |
| Islas Feroe                          | 42                             | 0                 |
| Bermudas                             | 40                             | 0                 |
| Cabo Verde                           | 39                             | 0                 |
| Santa Lucía                          | 65                             | 21                |
| Brunéi                               | 595                            | 28                |
| Islas Vírgenes Británicas            | 33                             | 1                 |
| Somalia                              | 33                             | 0                 |
| Andorra                              | 31                             | 21                |
| Níger                                | 24                             | 0                 |
| Libia                                | 22                             | 0                 |
| Lesoto                               | 17                             | 5                 |
| Islas Turcas y Caicos                | 16                             | 4                 |
| Azerbaiyán                           | 15                             | 1                 |
| San Bartolomé                        | 14                             | 12                |
| San Vicente y las Granadinas         | 14                             | 2                 |
| Kirguistán                           | 14                             | 0                 |
| Anguila                              | 19                             | 8                 |
| Granada                              | 12                             | 3                 |
| San Cristóbal y Nieves               | 29                             | 1                 |
| Polinesia Francesa                   | 42                             | 1                 |
| San Martín                           | 10                             | 0                 |
| Wallis y Futuna                      | 10                             | 0                 |
| Dominica                             | 18                             | 10                |
| Comoras                              | 17                             | 11                |
| Islas Salomón                        | 48                             | 2                 |
| Montserrat                           | 10                             | 2                 |
| Siria                                | 10                             | 10                |
| Groenlandia                          | 3                              | 3                 |
| Cuba                                 | 2                              | 0                 |
| Palaos                               | 2                              | 2                 |
| Vanuatu                              | 2                              | 0                 |
| Tanzania                             | 10                             | 0                 |
| Nueva Caledonia                      | 15                             | 2                 |
| Samoa Americana                      | 58                             | 4                 |
| Mauritania                           | 16                             | 0                 |
| Santo Tomé y Príncipe                | 14                             | 1                 |
| Eritrea                              | 16                             | 0                 |
| Corea del Norte                      | 0                              | 0                 |
| Total de casos a nivel global        | 4 617 876                      | 2 206 994         |